# Dennis Eriksson
Dennis Eriksson, född 1973 i Luleå, Norrbotten, är en svensk illustratör och tecknare.
Dennis Eriksson är utbildad på Konstfack – institutionen för grafisk design och illustration (1993-97) – och Rhode Island School of Design (1996). 2011 gav Nilleditions ut seriealbumet Yngve Öman – En Noirländsk spänningsserie (ISBN 978-91-7437-221-2). 2023 utkom Yngve Öman – Killen på Länsbussen på Sanatorium Förlag (ISBN: 978-91-87243-36-3).